# 291
291是290與292之間的自然數。

## 在數學中
- 合數，正因數有1、3、97和291。
質因數分解為{\displaystyle 3\times 97}。
- 虧數，真因數和為101，虧度為190。
- 不尋常數，大於平方根的質因數為97。
- 第91個半質數。前一個為289、下一個為295。
- 無平方數因數的數。
- 十进制的等數位數。
- 快樂數
- 第52個質數+52（239+52）

## 在人類文化中
- 291藝廊是美國藝術攝影的推廣先鋒
- 冰川特快是著名的觀光路線，一共會經過291條橋樑、91個隧道
- 厄利垂亞的國際電話區號為291
- 電視動畫《七龍珠Z》一共有291話
- 是美國91號州際公路的補助線

## 在天文中
- NGC 291 是鯨魚座的一個星系
- 南極座是包含了南天極的星座，面積291平方度

## 在其他領域中
- 西元291年和前291年